# Tiina Parkkinen

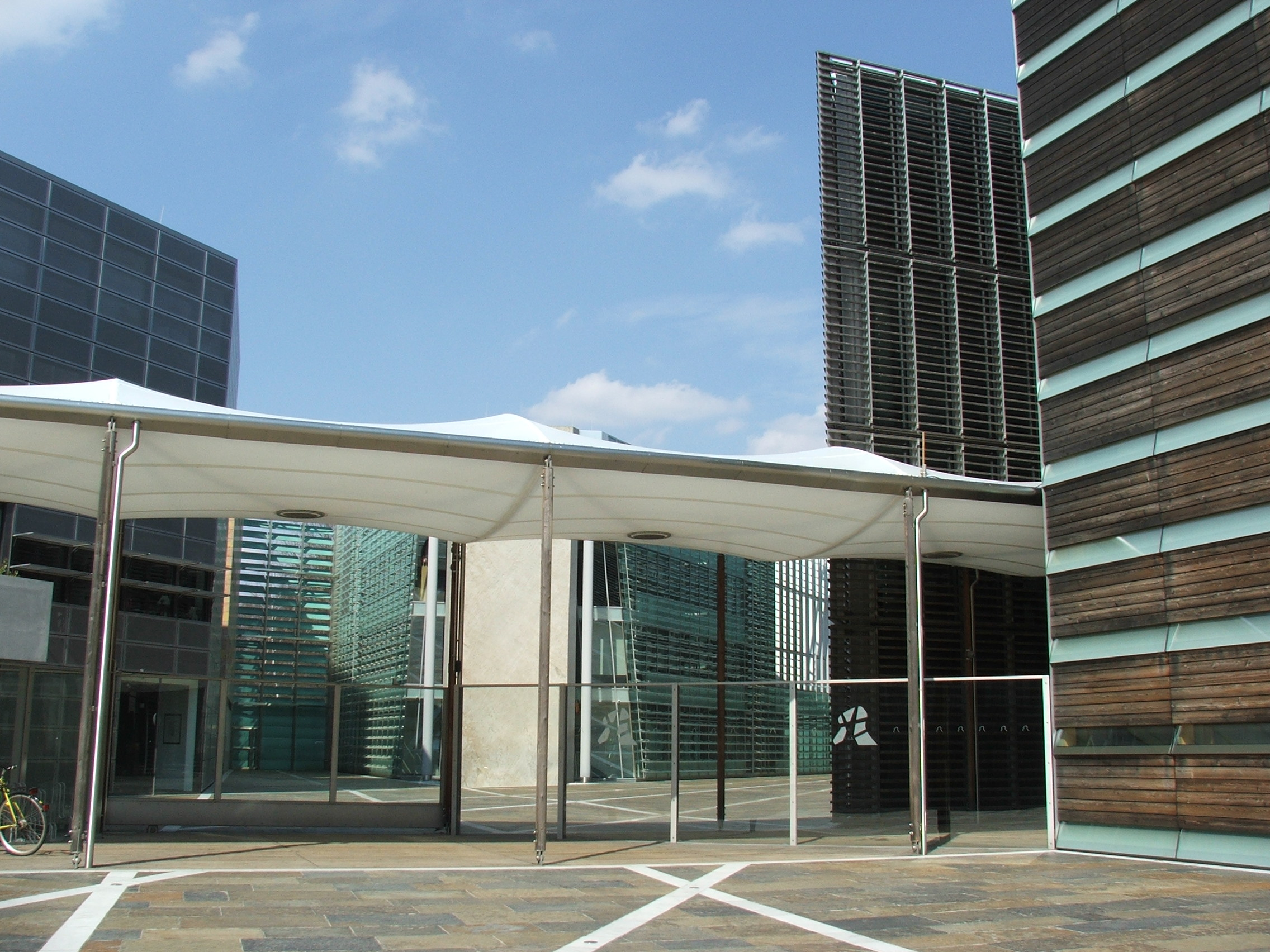
De Nordiska ambassaderna i Berlin

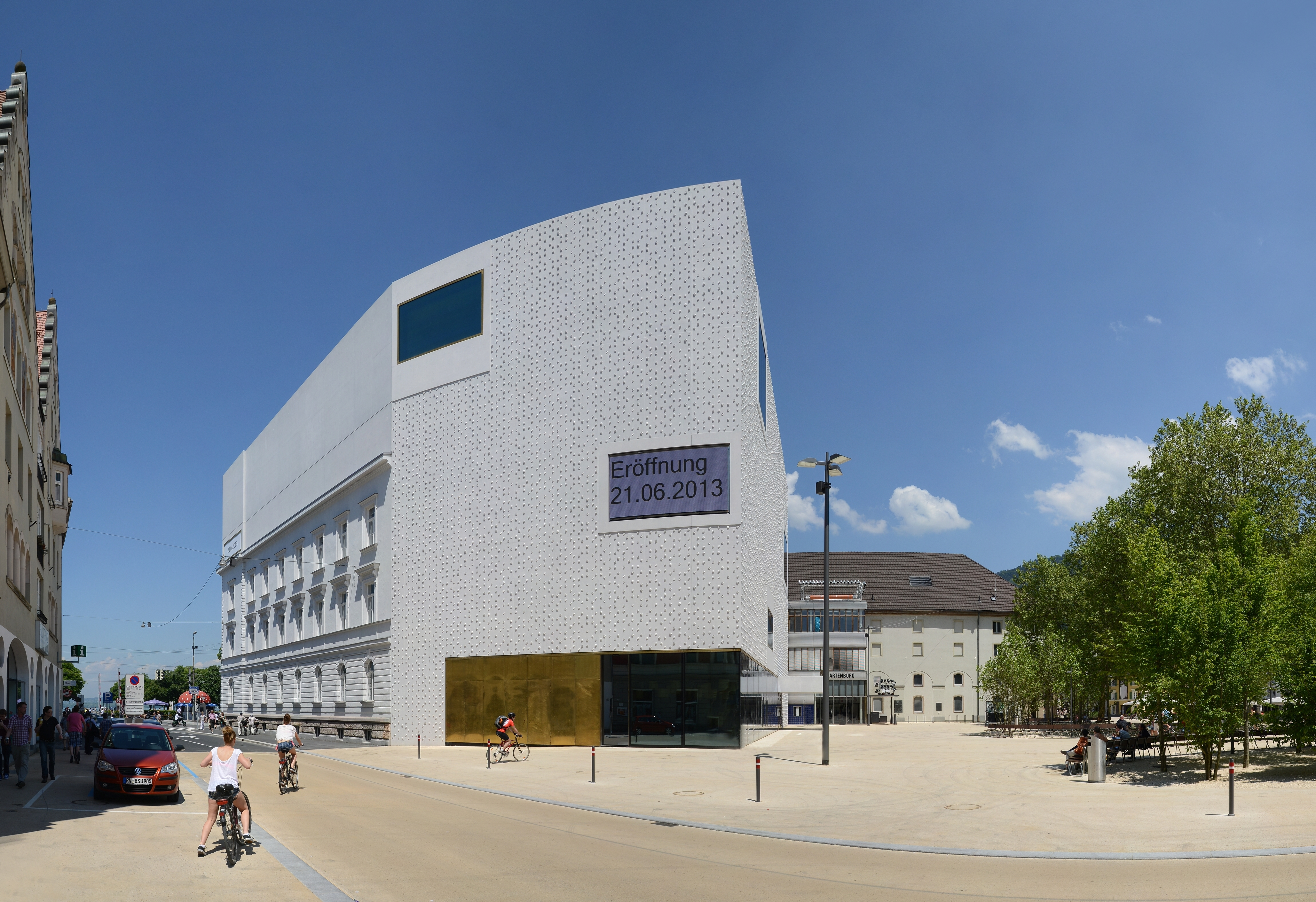
Voralberg Museum i Bregenz i Österrike

Tiina Parkkinen, född 1965 i Wien, är en finländsk arkitekt.
Tiina Parkkinen började studera arkitektur vid Akademie der bildenden Künste Wien för professor Timo Penttilä. År 1986 studerade hon stadsbyggnad i Fès i Marocko och tog 1994 examen vid Akademie der bildenden Künste Wien. År 1995 grundade hon tillsammans med Alfred Berger arkitektkontoret Berger + Parkkinen med bas i Wien och Helsingfors. Detta vann i december 1995 en internationell arkitekttävling om de Nordiska ambassaderna i Berlin.